# Blauwborst
De blauwborst (Luscinia svecica) is een zangvogel is een soort uit de familie  vliegenvangers en hetzelfde geslacht als de nachtegaal (NB:de onderfamilie Saxicolinae is een niet-monofyletische groep). De zang doet sterk denken aan die van de nachtegaal, waarbij hoofdzakelijk de diepe "djoek-djoek-djoek"-klanken van de nachtegaal ontbreken.

## Taxonomie
De groep die vroeger de kleine lijsterachtigen of wel de onderfamilie Saxicolinae heette, is onderwerp van moleculair-genetisch onderzoek. Daaruit blijkt dat er overlap in verwantschap is met geslachten die tot de vliegenvangers werden gerekend.
De blauwborst werd in 1758 door Carl Linnaeus geplaatst in het geslacht Motacilla. In de negentiende eeuw zijn een groot aantal andere geslachtsnamen voor de blauwborst in gebruik geweest zoals Sylvia, Phoenicura, Cyanecula, Lusciola en Erithacus. Reeds in 1856 gebruikte de Zweedse dierkundige Carl Jakob Sundevall Luscinia svecica voor de blauwborst. Deze wetenschappelijke naam werd daarna steeds vaker gebruikt (naast Erithacus) en staat sinds 2006 op de IOC World Bird List. Dit taxon heet (vrij vertaald) "Zweedse nachtegaal".

## Kenmerken
In het voorjaar heeft het mannetje een helderblauwe keel en borst, afgezet met een zwarte en roodbruine band. 's Winters vervaagt de blauwe kleur enigszins. De blauwborst meet van kop tot puntje van de staart circa 14 centimeter.

## Leefwijze
Zijn voedsel bestaat hoofdzakelijk uit insecten, in de nazomer eet hij ook wel bessen. Het is een snelle vlieger, die meestal verborgen leeft in de vegetatie.

## Voortplanting
Het nest is aan de binnenzijde gevoerd met paardenhaar of pluisjes en bevindt zich goed verborgen tussen de vegetatie op de bodem. Het legsel bestaat uit 5 tot 6 groenachtige eieren met fijne roodbruine stippen. De broedtijd neemt ongeveer 14 dagen in beslag. Beide ouders belasten zich met de zorg.

## Verspreiding en leefgebied
Het broedgebied ligt in noordelijk Europa. 's Winters trekt de vogel naar gebieden langs de Middellandse Zee of verder Afrika in.

## Voorkomen in Nederland en Vlaanderen
De blauwborst is een stuk minder bekend dan de roodborst die tot dezelfde onderfamilie behoort. De soort broedt in moeilijk toegankelijk gebied en trekt 's winters weg. De blauwborst was tussen ca. 1900 en 1970 in Nederland en Vlaanderen een geleidelijk in aantal afnemende vogelsoort die broedde in kleine veenmoerassen, in broekbossen langs beken en in grienden. Deze biotopen werden steeds zeldzamer door drooglegging en herverkaveling. Na 1970 kwam er een kentering. Door afsluiting van het Haringvliet ontstonden verruigde, natte wilgenbossen in de Biesbosch. Ook in Flevoland ontstonden grote moerassige natuurgebieden. In het rivierengebied werd de situatie voor de vogel gunstiger als gevolg van de ideeën van Plan Ooievaar die vorm kregen bij het uitvoeren van projecten in het kader van Ruimte voor de rivier. Dit alles leidde ertoe dat de aanwezigheid van de blauwborst tussen ca. 1975 en 2000 spectaculair toenam. In het jaar 2000 werd het aantal broedparen geschat op ca. 10.000.
In Vlaanderen komt de blauwborst voor in kreken, opgespoten vlaktes en riviervalleien. De soort breidt zich ook daar verder uit, zelfs naar beekoevers in verder intensief gebruikte landbouwgebieden.

## Ondersoorten

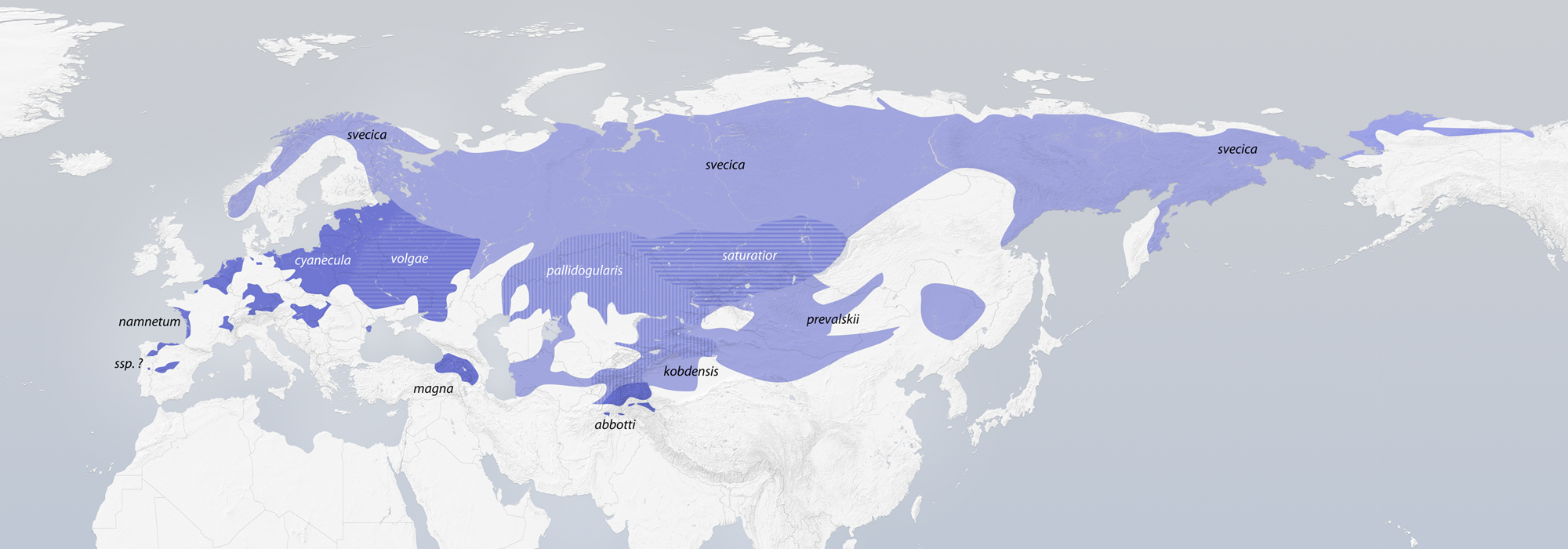
Verspreiding van de ondersoorten

Er zijn elf ondersoorten. In Noord-Eurazië tot aan Alaska komt de nominaat voor, een roodgesterde vorm: L. s. svecica. In Nederland en Vlaanderen broedt de witgesterde ondersoort, L. s. cyanecula.
- Luscinia. s. svecica: noordelijk Europa, noordelijk Azië, noordelijk Alaska en noordwestelijk Canada.
- L. s. namnetum: zuidwestelijk en centraal Frankrijk.
- L. s. cyanecula: van Nederland, oostelijk Frankrijk tot Wit-Rusland en noordwestelijk Oekraïne.
- L. s. azuricollis: noordelijk en centraal Spanje
- L. s. volgae: noordoostelijk Oekraïne, centraal en oostelijk europees Rusland.
- L. s. magna: oostelijk Turkije, de Kaukasus en noordelijk Iran.
- L. s. pallidogularis: Kazachstan en Turkmenistan.
- L. s. abbotti: noordelijk Afghanistan, noordelijk Pakistan en de noordwestelijke Himalaya.
- L. s. saturatior: de bergen van centraal Azië.
- L. s. kobdensis: westelijk Mongolië en westelijk China.
- L. s. przevalskii: centraal China.

## Afbeeldingen

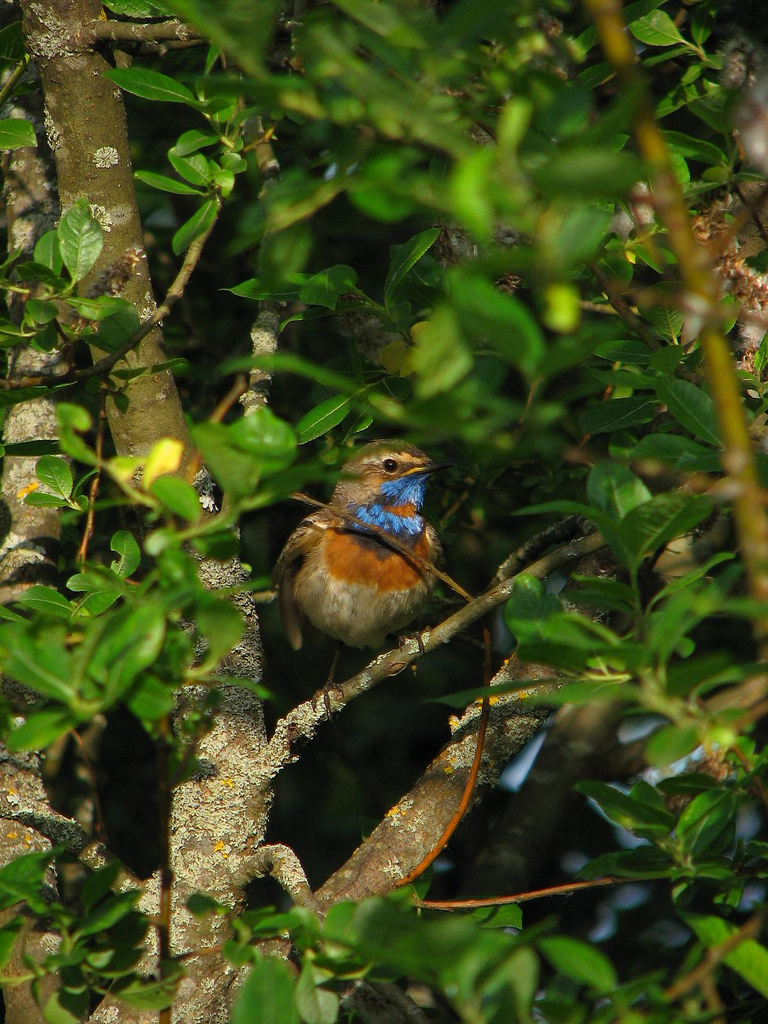
Luscinia svecica svecica (foto uit Rusland)
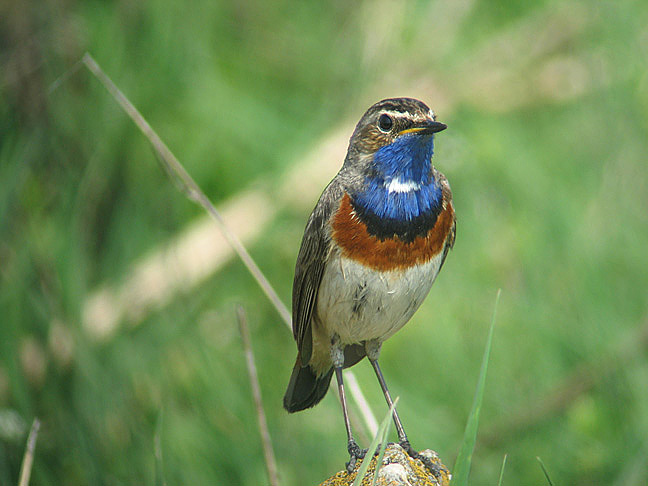
Witgesterde blauwborst, L. s. cyanecula (foto uit Hongarije)
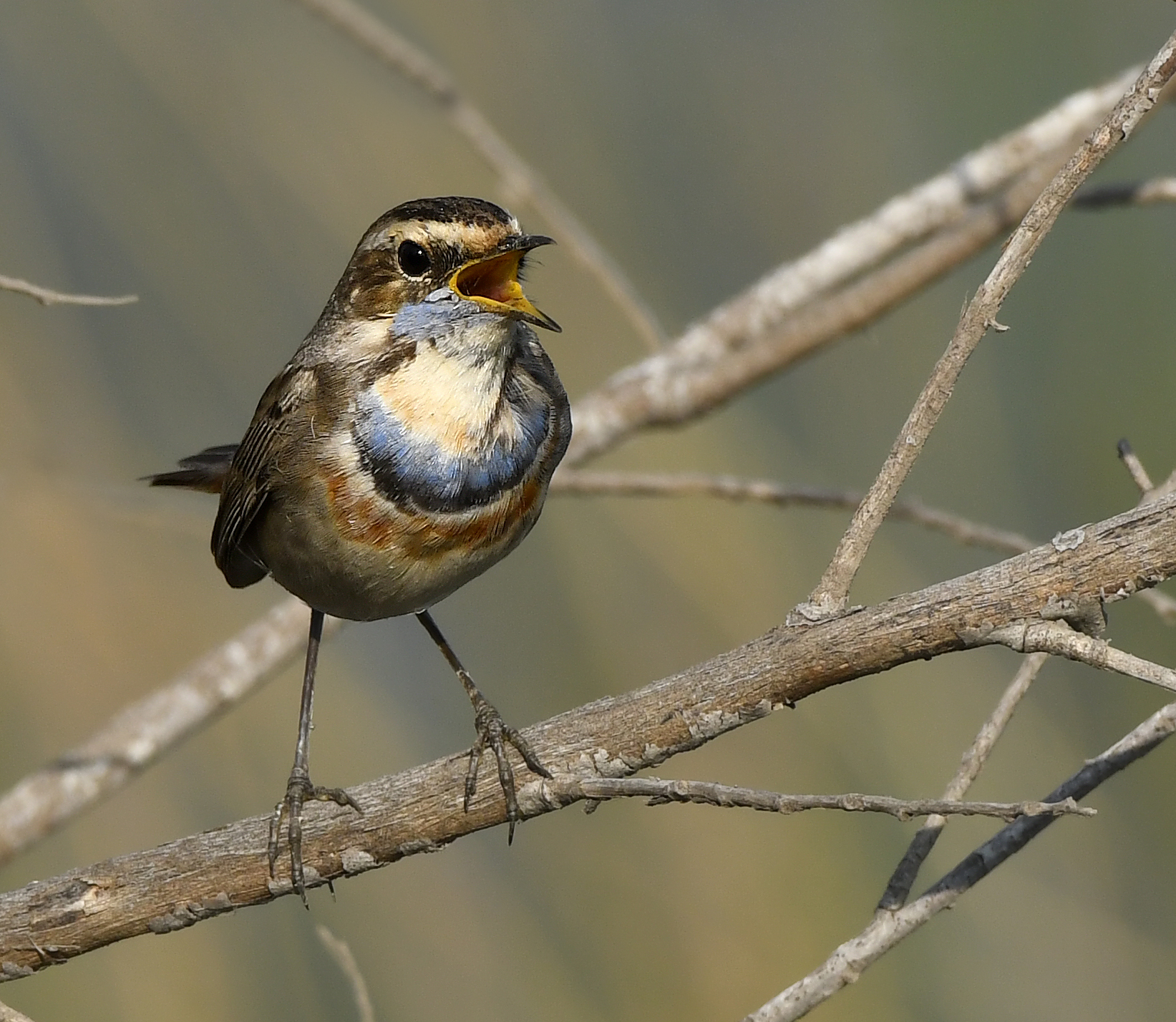
Zingende blauwborst in Jamnagar, India
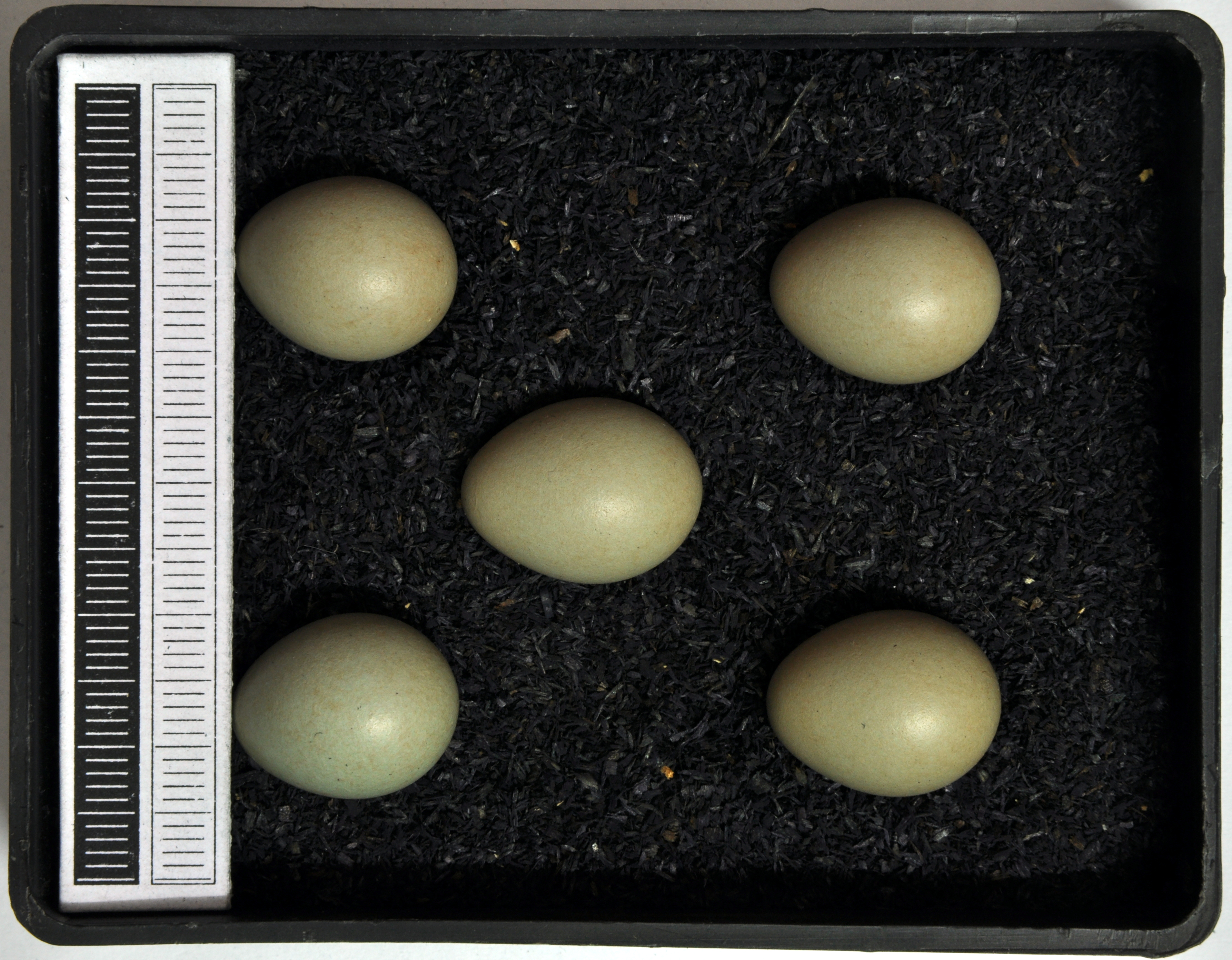
Eieren van L. s. svecica Museum Wiesbaden

## Video
- Zingende blauwborst